# Miske
Miske község Bács-Kiskun vármegye Kalocsai járásában.

## Fekvése
Az Alföld nyugati részén, a Duna bal parti oldalán található, a folyótól légvonalban mintegy 8 kilométerre. Budapesttől mintegy 130 kilométerre délre fekszik, Kalocsától pedig 10 kilométerre délkeletre.
A szomszédos települések: észak felől Drágszél, északkelet felől Homokmégy, kelet felől Hajós, dél felől Dusnok, délnyugat felől Fajsz, északnyugat felől pedig Bátya.

### Megközelítése
Csak közúton közelíthető meg, a Szakmártól az 51-es főút bátyai szakaszáig vezető 5311-es és a Kalocsától Jánoshalma és Bácsalmás érintésével egészen a déli országhatárig húzódó 5312-es úton, melyek a központjában keresztezik egymást.
Az ország távolabbi részei felől a legkézenfekvőbb megközelítési útvonala az 51-es főút, melyről vagy Kalocsa központjában érdemes letérni az 5301-es, majd az 5312-es útra, vagy pedig Bátya után az 5311-esre.

## Története
A török megszállás idején elnéptelenedett puszta a 18. század elején a kalocsai érsekség birtoka volt. 1719-ben gróf Csáky Imre kalocsai érsek adott engedélyt 30 család letelepedésére, így 1724-ben létrejött Miske, mint önálló politikai község. 1731-ben már templom is épült Miskén, a mai templom 1768-ból származik. 1791-ben már 1357-en éltek a településen. A mai iskolaépület 1893-ból származik. Sokáig a helyiek csak a mezőgazdaságból éltek, az egyetlen ipari létesítmény egy malom volt.
2001-ben lakosságának 1,4%-a szlovák, 3,4%-a cigány nemzetiségűnek vallotta magát. A többiek magyarok.

## Közélete

### Polgármesterei
- 1990–1994: Horváth Mihály (független)[4]
- 1994–1998: Tóth Béla (független)[5]
- 1998–2002: Illés Attila (független)[6]
- 2002–2006: Illés Attila Ádám (független)[7]
- 2006–2010: Illés Attila Ádám (független)[8]
- 2010–2014: Illés Attila Ádám (Fidesz-KDNP)[9]
- 2014–2019: Illés Attila Ádám (Fidesz-KDNP)[10]
- 2019–2024: Dr. Serfőző Csaba (független)[11]
- 2024– : Dr. Serfőző Csaba (független)[1]

## Népesség
A település népességének változása:
| Lakosok száma | 1722 | 1687 | 1589 | 1579 | 1579 | 1609 | 1548 |
|               | 2013 | 2014 | 2018 | 2021 | 2022 | 2023 | 2024 |

A 2011-es népszámlálás során a lakosok 77,6%-a magyarnak, 2,9% cigánynak, 0,2% horvátnak, 5,5% németnek, 0,8% románnak, 4,3% szlováknak mondta magát (22,4% nem nyilatkozott; a kettős identitások miatt a végösszeg nagyobb lehet 100%-nál). A vallási megoszlás a következő volt: római katolikus 51,4%, református 4,3%, evangélikus 0,5%, görög katolikus 0,1%, felekezeten kívüli 7,2% (34,4% nem nyilatkozott).
2022-ben a lakosság 84,6%-a vallotta magát magyarnak, 6,5% szlováknak, 5,5% cigánynak, 5,3% németnek, 0,3% horvátnak, 0,3% románnak, 0,1-0,1% lengyelnek, ukránnak és szerbnek, 1,8% egyéb, nem hazai nemzetiségűnek (14,6% nem nyilatkozott; a kettős identitások miatt a végösszeg nagyobb lehet 100%-nál). Vallásuk szerint 44,3% volt római katolikus, 2,7% református, 0,6% evangélikus, 0,3% görög katolikus, 1,6% egyéb keresztény, 0,8% egyéb katolikus, 12,7% felekezeten kívüli (36,9% nem válaszolt).

## Nevezetességei
- Hosszú ideig itt élt Tóth Menyhért festőművész, lakóháza, sírja látogatható.
- A római katolikus templom 1738-ban épült, azóta kétszer építették újjá. Védőszentje: Szent Mihály.
- Első és második világháborús emlékműve
- Millenniumi emlékmű
- Itt él és alkot Novák Tibor  (1962-) szobrász és orientalista.